# Tram van Hildesheim
De tram van Hildesheim was een normaalsporig tramnet in Hildesheim, een stad in de Duitse deelstaat Nedersaksen. De Städtische Straßenbahn Hildesheim zorgde voor openbaar vervoer van 7 augustus 1905 tot 22 maart 1945.

## Geschiedenis
Op 30 januari 1867 verscheen een paardenomnibus als eerste vorm van stedelijk vervoer in Hildesheim. De lijn verzorgde een uurdienst tussen het station en Moritzberg, en volgde hierbij een traject dat zeer nauw aansloot bij de latere tramlijn 1. Op 15 mei 1886 werd de paardenomnibusexploitatie uitgebreid met een andere lijn naar de Waldquelle.
Vanaf 22 maart 1899 werd Hildesheim via Sarstedt verbonden met Hannover door een normaalsporige interlokale lijn, uitgebaat door het trambedrijf van Hannover (Straßenbahn Hannover AG vanaf 1921 hernoemd tot Überlandwerke und Straßenbahnen Hannover AG - ÜSTRA). Het eindpunt in Hildesheim bevond zich op het stationsplein. In de omgeving waren er ook een goederenstation en een stelplaats van de tram van Hannover.
Op 12 september 1903 besliste de gemeenteraad van Hildesheim met twaalf stemmen tegen vijf om de stad verder te ontsluiten door de aanleg van een eigen tramnet. In augustus 1904 begon AEG met de bouw van een elektriciteitscentrale die de stad al vanaf december van hetzelfde jaar van stroom voorzag.

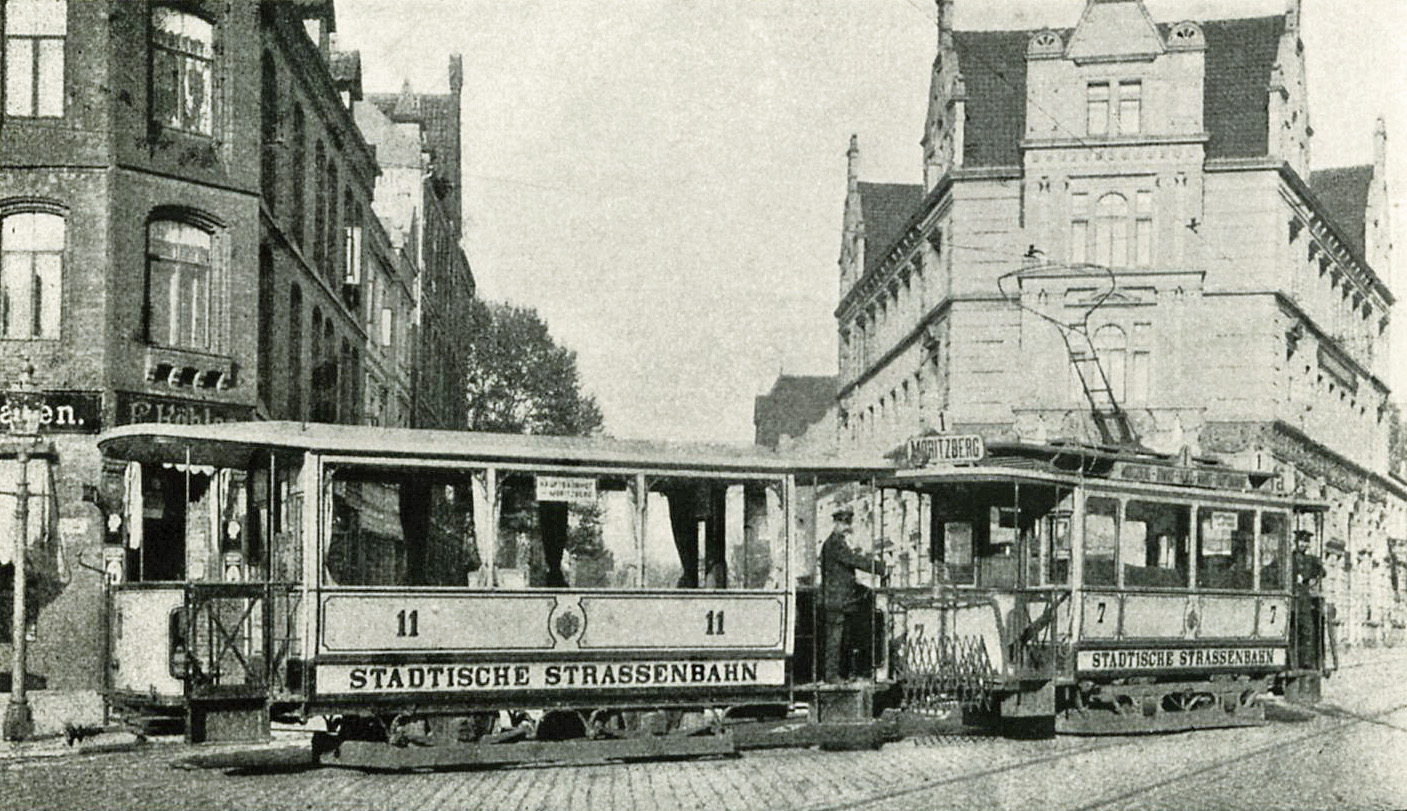
Motor- en bijwagen van de tram van Hildesheim rond 1905

Op 7 augustus 1905 kwam de circa drie kilometer lange lijn 1 tussen Hauptbahnhof en Moritzberg in dienst. Het eindpunt bevond zich onmiddellijk voor de brug over de Kupferstrang (een zijrivier van de Innerste), en vlak bij de toenmalige stadsgrens met Moritzberg. Aan de Kupferstrang werd voor het trampersoneel een toilethuisje gebouwd. Lijn 1 volgde het traject van de paardentram. De tram reed in het begin om de vijf en later om de zeven minuten. Het traject was bij de opening 2,57 kilometer lang en enkelsporig met op enkele plaatsen een mogelijkheid tot kruisen. De snelheid bedroeg 10 tot 15 kilometer per uur. Tot 1918 kostte een rit tien Pfennig.
Op 8 september 1907 werd lijn 2 geopend. In 1913 kreeg lijn 1 een ander traject en verscheen de nieuwe lijn 3. Door de hyperinflatie in 1923 kwam het tot aanpassingen aan de exploitatie.
In 1929 werden lijnen 2 en 3 in het noorden verlengd richting Nordstadt tot aan de centrale begraafplaats (Zentralfriedhof, thans Nordfriedhof) en in het zuiden tot aan de Struckmannstraße. Voorts werd nog een nieuwe lijn 4 ingelegd naar de Orleansstraße waardoor de Steingrubenkazerne in het stadsdeel Oststadt beter bediend werd.
Op 3 augustus 1942 werd het lijnennet ten gronde aangepast: lijnen 1 en 2 wijzigden tot een ringlijn en lijnen 3 en 4 werden ingekort.
Door de luchtaanvallen op Hildesheim op 3 en 22 maart 1945 werd de stadstram zo zwaar getroffen, dat de exploitatie werd stopgezet en na de oorlog niet meer hervat werd. Tussen juli en oktober 1945 onderhielden twee motorwagens nog een noodexploitatie op lijn 11 uit Hannover en dit tussen het Hauptbahnhof en de vernielde brug over het Stichkanal Hildesheim. Aansluitend werd beide motorwagens samen met vijf andere na reparatie verkocht aan het trambedrijf van Osnabrück.
Aan de tram van Hildesheim wordt nog steeds herinnerd door het gebouwtje aan de Kupferstrang, ook al heeft het niet langer zijn oorspronkelijk doel. Anderzijds zijn er op de gevels van het huis aan de Bergsteinweg 53 en van een huis in de Peiner Straße nog steeds muurrozetten zichtbaar, waaraan de bovenleiding bevestigd was.
In 1958 werd het traject van de Üstra-lijn 11 tussen Hildesheim en Sarstedt stilgelegd. Sindsdien staan in Hildesheim enkel nog autobussen in voor het openbaar vervoer. Tussen 1943 en 1969 werden twee lijnen bereden met trolleybussen. In 1998 werd de Verkehrsbetrieb der Stadtwerke Hildesheim (SWH, thans SWHI) overgenomen door het in volle 100% dochterbedrijf Stadtverkehr Hildesheim (SVHI).

## Lijnennet
Naast de vier stadstramlijnen, werd Hildesheim ook nog bediend door Üstra-lijn 11 van de tram van Hannover.
Lijn 11 Station Hildesheim - Steuerwalder Straße - (verder over de latere Reichsstraße 6) - Hannover, Goseriede

### 1907
| Lijn 1 | Bahnhof - Bernwardstraße - Almsstraße - Hoher Weg - Altpetristraße - Pelizäusplatz – Kreuzstraße - Domhof - Dammstraße - Bergsteinweg - Moritzberg |
| Lijn 2 | Bahnhof - (zoals lijn 1) - Pelizaeusplatz - Friesenstraße - Paradeplatz (thans Hindenburgplatz) – Goslarsche Straße                                |

### 1913
| Lijn 1 | Bahnhof - Bahnhofsallee - Zingel - Paradeplatz - Friesenstraße - Pelizäusplatz – (zoals eerder) - Moritzberg                    |
| Lijn 2 | Bahnhof - (zoals eerder) - Goslarsche Straße                                                                                    |
| Lijn 3 | Bahnhof - (zoals lijn 2) - Paradeplatz - Küsthardtstraße - Neustädter Markt - Goschenstraße - Annenstraße - Marienburger Straße |

### 1929
| Lijn 1 | Bahnhof - Bahnhofsallee - Zingel - Paradeplatz - Friesenstraße - Pelizäusplatz - (zoals eerder) - Moritzberg                         |
| Lijn 2 | Zentralfriedhof - Peiner Straße - Bahnhof - (zoals eerder) - Goslarsche Straße - Ostbahnhof - Marienburger Straße - Struckmannstraße |
| Lijn 3 | Zentralfriedhof - Peiner Straße - Bahnhof - (zoals eerder) - Marienburger Straße - Struckmannstraße                                  |
| Lijn 4 | Bahnhof - Bahnhofsallee - Ostertor - Einumer Straße - Orleansstraße                                                                  |

### 1942
| Lijn 1 | > Bahnhof → Bahnhofsallee → Zingel → Hindenburgplatz → Friesenstraße → Pelizäusplatz - (zoals eerder) - Moritzberg < Moritzberg - (zoals eerder) - Pelizaeusplatz → Altpetristraße → Hoher Weg → Almsstraße → Bernwardstraße → Bahnhof                                                                          |
| Lijn 2 | > Bahnhof → Bahnhofsallee → Zingel → Hindenburgplatz → Goslarsche Straße → Ostbahnhof → Marienburger Straße - Struckmannstraße < Struckmannstraße - Marienburger Straße → Annenstraße → Goschenstraße → Neustädter Markt → Küsthardtstraße → Pelizaeusplatz → Hoher Weg → Almsstraße → Bernwardstraße → Bahnhof |
| Lijn 3 | Zentralfriedhof - Peiner Straße - Bahnhof |
| Lijn 4 | Ostertor - Einumer Straße - Orleansstraße |